# Jand (città antica)
Jand, talvolta indicata come Jend, fu una città esistita in epoca medievale sulla riva destra del basso fiume Iassarte in Transoxiana, nel moderno Kazakistan. Fu la capitale invernale dei Turchi Selgiuchidi prima che essi migrassero verso il Khorasan. Venne in seguito saccheggiata dai Mongoli e definitivamente abbandonata molto prima della fine del Medioevo. 

## Storia
Jand era una città islamica medievale situata sul banco destro del basso Iassarte, in Asia centrale, a circa 350 km dal punto in cui il fiume si getta nel Mare d'Aral; per questo motivo, l'Aral viene talvolta indicato nelle opere geografiche come "Mare di Jand".

La Transoxiana, in Asia Centrale nella seconda metà dell'Alto Medioevo

La città viene indicata per la prima volta dai geografi del X secolo come insediamento dei Turchi Oghuz, benché non si conosca alcuna informazione risalente a un'epoca precedente. Gli archeologi sovietici hanno ipotizzato l'esistenza di insediamenti "unno-turchi" nella regione, forse rifortificati nel X secolo, come dimostrato da un passo fornito da Ibn Hawqal in cui viene chiamata "Al-Qarya al-ḥadiṯa", ovvero "La Città Nuova". Il sito di Jand si trovava probabilmente vicino alla moderna Qyzylorda, in Kazakistan, o a ridosso di un antico cimitero kirghiso più in basso lungo il fiume, a Khorkhut, una delle fermate previste lungo la tratta ferroviaria Orenburg-Tashkent, anch'essa localizzata nei confini del Kazakistan.
Jand e altre località vicine costituivano importanti avamposti per gli Oghuz. Già nel X secolo, numerosi gruppi di commercianti musulmani si recavano nella regione per rifornirsi di oggetti e cibarie legate alle steppe e alle foreste dell'Asia interna. Jand viene menzionata nei resoconti semi-leggendari delle origini dei Selgiuchidi, in quanto luogo in cui l'omonimo comandante Seljuq si convertì all'Islam. Quando i Selgiuchidi e le tribù affini si spostarono a sud verso la Transoxania e il Khorasan, la città divenne la sede di un ramo rivale degli Oghuz. In quel periodo, Jand strinse stretti legami con la Corasmia e i suoi scià. Lo studioso Al-Bayhaqi afferma che Jand si alleò con il sultano Masʿud I (al potere dal 1031 al 1040), figlio di Mahmud di Ghazna, contro i Selgiuchidi, i quali stavano eseguendo delle razzie nel Khorasan. Il governatore di Jand non riuscì però a reggere a lungo nella sua politica anti-selgiuchide, circostanza che giustifica la sua espulsione nel 1043-1044.
Jand raggiunse poi il suo apogeo come avamposto di frontiera selgiuchide e poi dell'impero corasmio Khwarazmshah della linea di Atsïz contro i pagani kipčaki, anche se questi governanti dovettero spesso cedere il controllo a capi locali. Per scongiurare questa tendenza, il sultano selgiuchide Alp Arslan (r. 1063-1072) volle guidare una spedizione a Jand nel 1065. Lo scià Atsïz utilizzò Jand come base per eseguire una spedizione punitiva nelle steppe nel 1133 circa, ma poi perse la città e ne recuperò il possesso solo nel 1152. Il figlio maggiore dello scià della Corasmia, Il-Arslan (morto nel 1172), fu nominato governatore di Jand, a dimostrazione della sua importanza, e anche il figlio di quest'ultimo, Ala al-Din Tekiš (morto nel 1200), ricoprì questa carica. Da tale località partirono diverse incursioni nella steppa kipčaka e fu nel corso di una di queste che le truppe della Corasmia si scontrarono nel 1215-1216 per la prima volta con i Mongoli di Gengis Khan (morto nel 1227), venendo sconfitti.
Benché Jand si fosse arresa ai Mongoli nel 1220, essa fu comunque saccheggiata. Il figlio maggiore di Genghis Khan, Joci (morto nel 1227), la utilizzò come base per il suo attacco a Gorgan, in Corasmia, l'anno successivo. Il geografo Yaqut (morto nel 1229) visitò Jand in tale periodo e notò che la sua popolazione seguiva il madhhab (scuola giuridica) hanafita e che il suo famoso poeta e stilista era Yaʿqub b. Širin Jandi, che era stato allievo di Zamaḵšari in Corasmia e inviato dallo scià locale a Bukhara e Samarcanda nel 1153.
Jand continuò a godere di una modesta prosperità sotto i grandi khan mongoli e i Chagatai. La città appare su una cartina cinese del XIV secolo con il nome di Jan-di, ma verso la fine del secolo pare cessò di esistere.